# Fabrice Marin Caietain
Cet article possède un paronyme, voir Caietan.
Fabrice Marin Caietain (ou Cajetan, Gaietanus, Gaiettane) est un compositeur de musique vocale d'origine italienne, né vers 1540 dans le Latium, mort après 1578, surtout actif à Naples, en Lorraine et à Paris.

## Biographie

### Italie
Il est né dans le Latium en Italie, peut-être à Gaète (si l’on en croit son nom de « Caietain », qui veut dire « de Gaète »). Le détail de son apprentissage de la musique n’est pas connu ; on sait seulement que durant sa jeunesse il a été un organiste réputé à Naples. Il a probablement été formé par un des maîtres napolitains du temps, qui étaient nombreux.

### Toul
C’est en Lorraine qu’on trouve les traces les plus concrètes de la carrière de Caietain, au travers de documents d’archives ou des pièces liminaires de ses publications.
Il devient maître des enfants de la cathédrale de Toul, à une date indéterminée mais antérieure à 1571 (la dédicace de son livre de motets paru à Paris est datée d’octobre 1571). On suppose que le décès en 1568 de Jacques Arcadelt, maître de chapelle du cardinal Charles de Lorraine (1524-1574), avait porté ce dernier à lui trouver un successeur. Il aurait aussi pu succéder à Pierre Cléreau.
En 1571, Caietain dédie aussi un livre de chansons au duc Charles III de Lorraine ; dans la dédicace il se qualifie comme le perpetuel serviteur du dédicataire. On sait qu’en novembre 1571, il est allé à Nancy offrir un exemplaire du livre au duc, pour lequel il reçoit quarante écus d’or de gratification. Il ne reçoit pas, en revanche, de charge dans la chapelle ducale.
Les archives révèlent quelques actes ayant trait à l’office de Caietain à la cathédrale de Toul :
- paiement relatif à l’office de Carême en avril 1572[4].
- rappel à l’ordre du chapitre pour faire chanter deux psaumes les dimanches de fêtes solennelles en mai 1572[5].
- gratification nominativement attribuée pour fêter la venue du maître des enfants de la cathédrale de Metz et de ses chantres[6].
- logement provisoire d’un nouvel organiste en août 1572[7].

Il est envoyé le 25 août 1572 par le chapitre de la cathédrale, avec cinq chantres et trois enfants de chœur, pour un concert à la cour du duc Charles III de Lorraine, et reçoit une rétribution pour cela.
La fin du séjour de Caietain à Toul est mal documentée ; on sait cependant que lors de la peste de 1576 le chapitre de la cathédrale est réfugié dans le village de Villey-Saint-Étienne et qu’il octroie un supplément de gages au maître des enfants, la maîtrise étant réfugiée au château de Void (où elle doit garder les mêmes obligations qu’à Toul).
C’est à cette époque qu’il participe au puy de musique d’Évreux, où il décroche le cornet d’argent pour sa chanson C’est mil fois le jour d’aimer, au concours de 1576. Dans les registres du puy, son nom est alors suivi de la mention Maistre de la chapelle de musique de monseigneur le duc de Guyse : il a donc changé d’emploi en 1576, remplacé à Toul par Charles Michel, le nouveau maître des enfants.

### Joinville et Paris
Caietain s’est donc mis au service de Henri Ier de Guise, dit le Balafré, qui réside essentiellement à Paris ou dans ses terres de Joinville (Haute-Marne). De cet épisode de sa carrière, seules les dédicaces de ses deux livres d’airs qu’il adresse à son patron en 1576 et 1578 donnent des traces concrètes. Mais celle de 1576 fait aussi référence à Monseigneur le cardinal vostre oncle auquel je m’estoy dédié..., ce qui peut indiquer qu’il était auparavant protégé par Charles de Lorraine (1524-1574), qui meurt à Avignon en 1574, oncle de Henri Ier de Guise. De là on peut rétrospectivement supposer qu’il avait obtenu son poste à Toul par l’entremise du cardinal, grand protecteur des lettres et de la musique.
Dans la dédicace du recueil de 1576, Caietain annonce qu’il a fait son fruit des débats de l’Académie de musique et de poésie de Jean-Antoine de Baïf et de Joachim Thibault de Courville, et explique ainsi son évolution vers le goût de l’air de cour. Peut-être avait-il fréquenté l’Académie au moment où, à Paris, il supervisait l’édition de ses deux volumes parus en 1571.
Les deux recueils de 1576 et 1578 se placent parmi les premiers exemples de la musique d’airs de cour, genre qui sera aussi illustré à cette époque par Guillaume Costeley et Adrian Le Roy ; ils réalisent une synthèse originale entre plusieurs styles : chanson parisienne avec ses segments imitatifs, madrigal italien avec l’accent donné aux mots ou à des sections de vers, et air, avec une structure homophone et strophique et l’importance donnée au superius. Caietain, en 1576, va jusqu’à expérimenter l’air mesuré à l’antique sur trois pièces de Baïf.
On perd la trace de Caietain après 1578.

## Œuvres
- Liber primus modulorum quatuor vocibus ab usum ecclesiae ac instrumentorum organicorum maximé accomodatorum, Fabritij Gaietani Ecclesiae Tullensis symphoniacorum puerorum magistri. – Paris : Adrian Le Roy et Robert Ballard, 1571. 4 vol. 8° obl. RISM C 25, Lesure 1955 n° 148.

Dédicace de l’auteur aux chanoines de l’église de Toul (Paris, octobre 1571), transcrite dans Lesure 1955 p. 35-36, traduite dans Desaux 1998 p. 116-117.
Contient 13 motets, certains ayant jusqu’à quatre parties. Il s’agit surtout de psaumes destinés au service des vêpres, écrits dans un style à la fois syllabique et polyphonique. Le titre du volume qu’ils étaient convenables aux instruments, suivant une pratique attestée dans les églises de Toul et de Nancy.  Commentaire des motets dans Desaux 1998 p. 125-126.
Le motet Estote fortes in bello (transcrit dans Desaux 1998 p. 143-145) est réimprimé dans le Theatri musici selectissimas Orlandi de Lassus, aliorumque praestantissimorum musicorum cantiones sacras… Liber secundus [Genève : Jean Le Royer, 1580] (RISM 15804, Guillo 1991 n° Index 66.
- Livre de chansons nouvelles mises en musique à six partes, par Fabrice Marin Gaiettane. – Paris : Adrian Le Roy et Robert Ballard, 1571. 6 vol. 4° oblong. RISM C 26, Lesure 1955 n° 152.

Dédicace à Charles III de Lorraine, signée à Paris le 18 octobre 1571, transcrite dans Lesure 1955 p. 36 et dans Desaux 1998 p. 127.
Contient 12 chansons, dont 4 en plusieurs parties (jusqu’à six). Les textes sont de Pétrarque (une sestina traduite en français), de Pierre de Ronsard (2), Jean-Antoine de Baïf, Joachim du Bellay, et traduisent clairement l’influence poétique de la Pléiade, mais traduite en musique avec un style qui reste proche du madrigal italien, accentué encore par le traitement musical de chaque section.
- Airs mis en musique à quatre parties par Fabrice Marin Caietain sur les poësies de P. de Ronsard & autres excelens Poëtes de nostre tems… – Paris : Adrian Le Roy et Robert Ballard, 1576. 4 vol. 4° oblong. RISM C 27 et 15763, Lesure 1955 n° 197bis.

Dédicace à Henri Ier de Guise, transcrite dans Lesure 1955 p. 38-39 et Desaux 1998 p. 132-133.
Contient quarante pièces, de Caietain à l’exception de quatre de Girard de Beaulieu, trois de Joachim Thibault de Courville et une d’Adrian Le Roy. Les textes utilisés par Caietain sont de surtout de Pierre de Ronsard, mais également de Jean-Antoine de Baïf (5), de Philippe Desportes (8), Henri d’Angoulême, Jean Bertaut ou Amadis Jamyn (1). Détail dans Desaux 1998 p. 134-136.
L’édition est rééditée en 1578 et qualifiée de Premier livre (RISM C 28 et 157818), en référence à un second livre paru la même année.
Sur ce volume, voir Durosoir 1988. Édition moderne par Jane A. Bernstein : New York ; London : Garland Publishing, 1995 (The sixteenth-century chanson, 4).
- Second livre d’airs, chansons, villanelles napolitaines & espagnolles mis en musique à quatre parties par Fabrice Marin Caietain. – Paris : Adrian Le Roy et Robert Ballard, 1578. 4 vol. 4° oblong. RISM C 29, Lesure 1955 n° 214.

Dédicace à Henri Ier de Guise, transcrite dans Lesure 1955 p. 39-40 et Desaux 1998 p. 137-138. Caietain rappelle ici les fondements néo-pythagoriciens ou néo-platoniciens de sa musique, et déclare que ces airs ont été chantés quotidiennement dans les appartements de Henri Ier de Guise à Joinville ou à Paris.
Le recueil contient 22 chansons ou airs, 8 villanelles napolitaines et 2 villanelles espagnoles et commence avec celle qui fut primée deux ans auparavant au puy d’Évreux.
Les textes sont de Claude Billard (2), Philippe Desportes (8), Amadis Jamyn (8), Henri Ier de Guise (2) et Jean Passerat (1). Le mélange des inspirations française et italienne rend ce recueil assez caractéristique du goût de la cour de France à cette époque. Les textes italiens sont écrites du poète napolitain  Livio Celiano (1) et de Pietro Bembo (1).
La villanelle No, no, giamai non cangero figure également dans un recueil manuscrit de 1564-1566, écrit aux Pays-Bas et relié au blason des Tudor. Ce recueil s’ouvre sur cette villanelle, avant 80 madrigaux, 16 chansons françaises et 10 chansons anglaises. Elle est transcrite dans Desaux 1998 p. 141-142. C’est probablement l’œuvre la plus ancienne connue de Caietain.
Édition moderne par Jane A. Bernstein : New York ; London : Garland Publishing, 1995 (The sixteenth-century chanson, 4).
Sur les liens existants entre les musiciens napolitains, tels Caietain et Gasparo Fiorino, et les musiciens de cour en France, et la capacité des premiers à assimiler les tournures de l'air français, voir Brooks 2000 p. 287-288.
Sur ce volume, important pour l'apparition en France de l'esthétique de l'air, voir aussi Brooks 2000 p. 129-130, 146-147, 156, 287 et 353.

## Discographie
- La Renaissance en Lorraine : Jacques Arcadet, Mathieu Lasson, Pascal de l'Estocart, Fabrice Caietain... [et autres]. Ensemble Psallette de Lorraine (dir. Pierre Cao), Ensemble Clément Janequin (dir. Dominique Visse) et Ensemble La Fenice (dir. Jean Tubery). 1 CD, Adda, 1992. Contient 4 pièces de Caietain.
- Chansons de la Renaissance : France - Espagne. Ensemble Gilles Binchois, dir. Dominique Vellard. 2 CD Virgin Veritas, 2008. Contient une pièce de Caietain.